# باولو لومباردي
باولو لومباردي (بالإيطالية: Paolo Lombardi)‏ ‏(23 ديسمبر 1944 في سيينا- ) هو ممثل وممثل صوت إيطالي، من أعماله فيلم إجراء شكلي عام 1994.

## روابط خارجية
- باولو لومباردي على موقع IMDb (الإنجليزية)
- باولو لومباردي على موقع أول موفي (الإنجليزية)
- باولو لومباردي على موقع قاعدة بيانات الأفلام السويدية (السويدية)
- باولو لومباردي على موقع قاعدة بيانات الفيلم (الإنجليزية)
- باولو لومباردي على موقع كينوبويسك (الروسية)
- باولو لومباردي على موقع ANN person (الإنجليزية)